# Segui la stella
Segui la stella è un singolo del rapper italiano Mondo Marcio, pubblicato nell'ottobre 2006 come terzo estratto dal secondo album in studio Solo un uomo.

## Video musicale
Il videoclip è stato pubblicato il 17 ottobre 2006 dalla EMI Music Italy.

## Tracce
1. Segui la stella – 4:05
2. Segui la stella (Instrumental) – 4:05
3. Segui la stella (Acappella)
4. La città – 4:30
5. L.A. Strippers (Videoclip)

## Classifiche
| Classifica (2006) | Posizione massima |
| ----------------- | ----------------- |
| Italia            | 37                |